# Дометт, Альфред
А́льфред До́метт (англ. Alfred Domett, 20 мая 1811 — 2 ноября 1887) — премьер Новой Зеландии, поэт.

## Ранние годы жизни
Альфред Дометт родился 20 мая 1811 года в графстве Суррей (Великобритания), в семье судовладельца Натаниеля Дометта и его жены Элизабет Кёрлинг. Получил образование в Стокуэлле, а затем с 1829 по 1832 года в одном из колледжей Кембриджа (хотя и не получил там степени). С 1829 по 1832 года совершил поездку по США, Канаде и Вест-Индии. Интересовался литературой и даже опубликовал в Великобритании несколько своих поэм (первый сборник вышел в 1833 году, а второй — в 1839 году). В мае 1842 года Дометт купил участок земли в новозеландской провинции Нельсон, куда переехал в августе 1842 года.

## Политическая деятельность
После неудачной попытки заняться фермерством, Дометт стал журналистом и посвятил своё время работе с общественностью. Так, после столкновения маори с европейцами на реке Уаирау в июне 1843 года он и Дэвид Монро были назначены в состав нельсонской делегации, отправленной в Окленд, а в 1843 году Дометт стал редактором газеты Nelson Examiner, в которой зачастую подвергал критике деятельность губернатора Роберта Фицроя и всего колониального правительства. В 1846 году, по представлению губернатора Джорджа Грея, Дометт получил место в законодательном совете Новой Зеландии, а в 1848 году был назначен колониальным секретарём провинции Нью-Манстер, которым оставался вплоть до 1853 года. Особое внимание во время пребывания на этом посту Дометт уделял проблеме образования, например, он отказался исполнять Указ об образовании губернатора Грея от 1847 года, который предполагал выделение дополнительных средств для школ с учащимися одного вероисповедания. Дометт выступал за обязательное образование с шести до десяти лет, без религиозного обучения. В 1855 году он был избран членом парламента от округа Нельсон, а в 1856 году был также назначен специальным уполномоченным по коронным землям.
После того, как премьер Уильям Фокс получил в 1862 году вотум недоверия, Дометт стал 6 августа того же года новым премьером Новой Зеландии. Его кабинет поддерживал точку зрения, что дела коренного населения Новой Зеландии, как и затраты на военные отряды европейцев, находятся в ведении британского правительства. В годы своего премьерства Дометт также продвигал программу поселений и самозащиты, предусматривавшую переселение в Новую Зеландию 20 тысяч иммигрантов. Кроме того, он выступил с инициативой о создании земельных судов для маори. 30 октября 1863 года Дометт ушёл в отставку, передав премьерское кресло Фредерику Уитейкеру.
В 1863 году был назначен секретарём по делам природопользования, а затем начальником службы регистрации земель, покинув эти посты в 1871 году. В 1866 году Дометт вновь стал членом законодательного совета, находясь на этой должности до 1874 года.
Дометт сыграл важную роль в создании библиотеки Генеральной Ассамблеи в 1858 году и фактически стал в 1866 году библиотекарем.

## Поздние годы жизни
В 1871 году Дометт вернулся в Англию, где провёл остаток своей жизни и опубликовал несколько своих литературных произведений, например романтическую эпическую поэму «Ranolf and Amohia» (1872). В 1880 году стал кавалером Ордена Святого Михаила и Святого Георгия. Умер 2 ноября 1887 года в Лондоне.